# Кагановская, Татьяна Евгеньевна
Татьяна Евгеньевна Кагановская (урождённая Кушнарёва; род. 11 октября 1975, Мелитополь, Запорожская область, Украинская ССР, СССР) — украинский правовед, доктор юридических наук (2012), профессор, Заслуженный юрист Украины (2009). С 14 июля 2021 года — ректор Харьковского национального университета.

## Биография
Родилась 11 октября 1975 года в Мелитополе в семье Евгения Петровича и Валентины Викторовны Кушнарёвых. Помимо неё в семье был ещё брат-близнец Андрей.
Окончила Национальную юридическую академию Украины имени Ярослава Мудрого в 1997 году.
В 2001 году в Национальной юридической академии Украины имени Ярослава Мудрого под научным руководством Н. П. Кучерявенко защитила диссертацию на соискание учёной степени кандидата юридических наук на тему «Налоговые органы в системе субъектов правоотношений» по специальности 12.00.07 — административное право и процесс; финансовое право; информационное право. Официальным оппонентами на защите диссертации были доктор юридических наук, профессор П. С. Пацурковский и кандидат юридических наук доцент С. Т. Кадькаленко.
Начиная с 2004 года была исполняющим обязанности декана юридического факультета Харьковского национального университета имени В. Н. Каразина. В 2005 году была назначена деканом этого факультета.
В 2005 году вступила в партию «Новая демократия», а позднее в Партию регионов. Баллотировалась на досрочных парламентских выборах 2007 года по списку Партии регионов. Депутат Харьковского областного совета (2006—2010).
18 мая 2012 года защитила диссертацию на соискание учёной степени доктора юридических наук на тему «Административно-правовые основы кадрового обеспечения государственного управления в Украине» в Институте государства и права им. В. М. Корецкого НАН Украины (Киев) по специальности 12.00.07 — административное право и процесс; финансовое право; информационное право.
В 2021 году была одним из кандидатов на должность ректора Харьковского национального университета имени В. Н. Каразина.
2 июня 2021 года избрана ректором университета, опередив во втором туре декана физико-технического факультета Игоря Гирку. С 14 июля 2021 года назначена ректором приказом МОН Украины.

## Награды

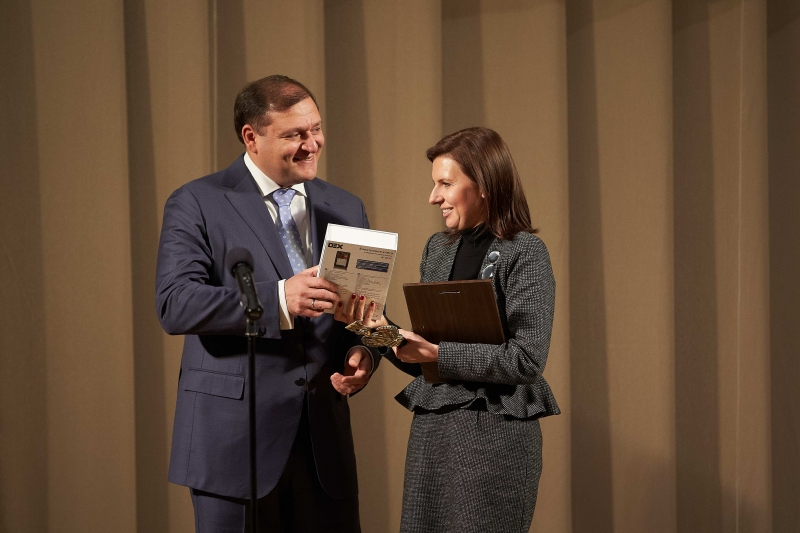
Татьяна Кагановская и председатель Харьковской ОГА Михаил Добкин. 27 ноября 2012 года

Удостоена следующих наград и званий:
- Орден княгини Ольги II степени (2025)[9]
- Орден княгини Ольги III степени (2019)[10]
- Почётное звание «Заслуженный юрист Украины»[11]
- Почётная грамота Харьковской областной государственной администрации (Распоряжение Председателя Харьковской областной государственной администрации № 553 от 14 октября 2014) — «за весомый личный вклад в развитие правового государства, защиту конституционных прав и свобод граждан, укрепление законности и правопорядка, высокий профессионализм и по случаю Дня юриста»[12];

## Публикации
- Кушнарьова Т. Правовідносини, що складаються між суб'єктами податкового права, та іх особливості (укр.) // Право України. — 2000. — № 6. — С. 104. — ISSN 0132-1331.
- Кагановська Т. Щодо поняття та змісту сучасного державного управління (укр.) // Право України. — 2010. — № 12. — С. 152—157. — ISSN 0132-1331.

Также принимала участие в написании статей для Большой украинской юридической энциклопедии.